# 19 (nineteen)
「19 (nineteen)」（ナインティーン）は1988年7月27日に発売されたTHE ALFEE31枚目のシングル。

## 概要
リード・ヴォーカルは前半部を坂崎、後半部を高見沢が担当。
高見沢のトレモロ奏法、坂崎の12弦ギターによる力強いカッティング奏法が特徴的である。
タイトル曲・カップリング曲ともタイアップはない。
シングルタイトル曲のノータイアップは、2017年発売「あなたに贈る愛の歌」まで、長らく本作が最後であった。
ジャケット写真はコンサートツアー先の広島で撮影された。

## 収録曲
全曲　作詞・作曲：高見沢俊彦 編曲：THE ALFEE
1. 19(nineteen)
2. アウトロー・ブルース

## 収録作品
- DNA Communication（#1、アルバム・ヴァージョン）
- THE ALFEE THE BEST（#1、『DNA Communication』収録ヴァージョン）
- THE ALFEE SINGLE HISTORY VOL.III 1987-1990（#1,2）
- THE ALFEE 單曲全集二（#1）
- THE ALFEE 30th ANNIVERSARY HIT SINGLE COLLECTION 37（#1）

## 品番
- EP:7A0878
- CT:10P13257
- CD:S10A0146